# Скалозуб Володимир Васильович
Володимир Васильович Скалозуб (* 24 січня 1949) — український учений-фізик. Доктор фізико-математичних наук, професор. Академік АН ВШ України з 1997 р.

## Біографія
Народився в Дніпропетровську в сім'ї службовців. В 1966 р. закінчив з золотою медаллю середню школу № 67 м. Дніпропетровська і вступив на фізичний факультет ДДУ. В 1971 р. закінчив навчання, отримавши диплом з відзнакою. За фахом фізик, викладач фізики. В 1972—1975 рр. — аспірант кафедри теоретичної фізики ДДУ. В 1978 р. в Інституті теоретичної фізики (м. Москва), захистив кандидатську дисертацію на тему: «Нелінійна електродинаміка вакууму в теорії зі спонтанно порушеною симетрією». У 1975–1976 рр. працював на кафедрі теоретичної фізики на посадах асистента. У 1977–1982 рр. — старший викладач, у 1982–1990 рр. — доцент. В 1988 р. в Інституті теоретичної фізики (м. Київ) захистив докторську дисертацію на тему: «Ефекти інтенсивних зовнішніх полів у теорії електрослабких взаємодій». В 1990–1992 рр. працював професором кафедри теоретичної фізики. В 1991 р. присвоєно вчене звання професора. В 1992 р. відкрив і очолив кафедру квантової макрофізики. В 1990–1996 рр. — декан фізичного факультету. В 1997–1999 рр. — проректор з наукової роботи ДНУ.

## Наукова діяльність
Наукові інтереси — дослідження квантових макроскопічних явищ в екстремальних зовнішніх умовах методами квантової теорії поля; пошук сигналів нової фізики в процесах розсіяння при енергіях сучасних прискорювачів елементарних частинок. Отримав піонерські наукові результати: нестабільність вакууму калібрувальних полів у сильному магнітному полі (1978); генерація конденсату W- і Z-бозонних полів у зовнішньому полі (1982); формування ґраткової структури конденсату (1986–1987); радіаційні спектри W-бозонів у магнітному полі при нульовій (1981) і скінченій (2000) температурі; відкриття ефективного параметру розвинення поблизу температури фазового переходу (2002); розробка нового підходу до пошуку сигналів важких елементарних частинок у процесах розсіяння при низьких енергіях (1998–2001). Автор понад 70 наукових статей, опублікованих у провідних журналах світу.
Під його науковим керівництвом захищено 6 кандидатських дисертацій.
В 1993 р. відкрив і очолив спеціалізовану вчену раду по захисту кандидатських дисертацій з теоретичної фізики, фізики твердого тіла і радіофізики, яка в 1998 р. перетворена у докторську. Член експертної ради з фізики Міністерства освіти і науки України.
Має почесне звання «Заслужений діяч науки і техніки України» (1993). Нагороджений вищими почесними відзнаками Добровільного товариства сприяння армії, авіації та флоту.